# Cosio di Arroscia
Cosio di Arroscia (en ligur Cuxe ) és un comune italià, situat a la regió de la Ligúria i a la província d'Imperia. El 2015 tenia 221 habitants.

## Geografia
Està situat a la vall superior del riu Arroscia, a menys de vint quilòmetres de la frontera amb França. És un comune muntanyós, amb alçades que se situen els 400 i els gairebé 2.000 metres. Inclou part Bosc de la Navette, un gran bosc de coníferes situat a una altitud mitjana de 1.600 metres i que des del 2007 forma part del Parc natural regional dels Alps de la Ligúria. Té una superfície de 40,56 km² i les frazioni de Santa Apollonia, Valdelaveo i La Teglia. Limita amb Briga Alta, Mendatica, Montegrosso Pian Latte, Ormea i Pornassio.